# Стихотворения Владимира Маяковского (1925—1926)
Стихотворения Маяковского (1925—1926) — список стихотворений Владимира Владимировича Маяковского, созданных им со второй половины 1925 по 1926 год. Источником к созданию списка послужило третье издание полного собрания сочинений в тринадцати томах, в основу которого, в свою очередь, было положено десятитомное прижизненное собрание, восемь томов которого были подготовлены к печати самим поэтом. В отношении остальных произведений за основу принималась последняя прижизненная публикация.
В список входит 69 стихотворений.

## Стихотворения (1925—1926)
1. Испания
2. 6 монахинь
3. Атлантический океан
4. Мелкая философия на глубоких местах
5. Блек энд уайт
6. Сифилис
7. Христофор Коломб.
8. Тропики
9. Мексика
10. Богомольное
11. Мексика — Нью-Йорк
12. Бродвей
13. Свидетельствую
14. Барышня и Вульворт
15. Небоскреб в разрезе
16. Порядочный гражданин
17. Вызов
18. 100 %.
19. Американские русские
20. Бруклинский мост
21. Кемп «Нит гедайге»
22. Домой!
23. Стихотворения (1926)
24. Краснодар.
25. Строго воспрещается
26. Сергею Есенину
27. Марксизм — оружие, огнестрельный метод. Применяй умеючи метод этот!
28. Первомайское поздравление
29. Четырехэтажная халтура
30. Английскому рабочему
31. Разговор с фининспектором о поэзии
32. Московский Китай.
33. Передовая передового
34. Взяточники
35. В повестку дня
36. Протекция
37. Любовь
38. Послание пролетарским поэтам
39. Фабрика бюрократов
40. Товарищу Нетте пароходу и человеку
41. Ужасающая фамильярность
42. Канцелярские привычки
43. Беспризорщина
44. «МЮД»
45. Две Москвы
46. Хулиган (Республика наша в опасности…)
47. Хулиган (Ливень докладов…)
48. В мировом масштабе
49. Разговор на одесском рейде десантных судов: «Советский Дагестан» и «Красная Абхазия»
50. Лев Толстой и Ваня Дылдин
51. Мечта поэта
52. Праздник урожая
53. Искусственные люди
54. Письмо писателя Владимира Владимировича Маяковского писателю Алексею Максимовичу Горькому
55. Каждый, думающий о счастье своем, покупай немедленно выигрышный заем!
56. Мои прогулки сквозь улицы и переулки
57. Продолжение прогулок из улицы в переулок
58. Тип
59. Долг Украине
60. Октябрь 1917—1926
61. Не юбилейте!
62. Стоящим на посту
63. Еврей (Товарищам из ОЗЕТа)
64. О том, как некоторые втирают очки товарищам, имеющим циковские значки
65. Наш паровоз, стрелой лети
66. Рождественские пожелания и подарки
67. Наше новогодие
68. Что делать?
69. Мелкая философия на глубоких местах